# Споменик природе Кречњачки спруд Камиља
Споменик природе „Кречњачки спруд Камиља“ се налази се у јужном делу Србије, на Косову и Метохији, источно од реке Ибар код Лепосавића и саставни је део југозападних падина планинског масива Копаоника. За споменик природе је проглашен 1987. године, на површини од 96 ha.

## Опис спруда
Морфолошки, маркантни, сложени, кредни кречњачки спруд Камиље, код Лепосавића, представља један од најзначајнијих комплекса гребена са рудистима у нашој земљи. Доступност посматрања и могућност непосредног проучавања развића репрезентативних горњокредских формација на малом простору, пружају овом налазишту неоспорну научну и едукативну вредност.
Најпотпуније развиће горњокредских наслага мезозојске ере могуће је управо пратити на кречњачком спуду Камиља. На овом локалитету откривене су бројне ретке и карактеристичне врсте рудиста као што су Rajka spinosa Milovanovic, Vaccinites oppei Douville...
Значај проучавања кречњачких рудистних спрудних комплекса од велике је важности ради бољег разумеваља настанка дубокоморских наслага унутрашњих Динарида и Источних Алпи и реконструкције геодинамичких догађаја у Тетису за време креде.

## Решење - акт о оснивању
Одлука о заштити споменика природе Кречњачки спруд Камиља Број: 199 - СО Лепосавић.